# Stazione di Varese Casbeno
Stazione di Varese Casbeno vasútállomás Olaszországban, Lombardia régióban, Varese településen.

## Vasútvonalak
Az állomást az alábbi vasútvonalak érintik:
- Saronno-Laveno-vasútvonal

## Kapcsolódó állomások
A vasútállomáshoz az alábbi állomások vannak a legközelebb:
- Stazione di Morosolo-Casciago (Stazione di Laveno Mombello Nord, Saronno-Laveno-vasútvonal)
- Stazione di Varese Nord (Stazione di Saronno, Saronno-Laveno-vasútvonal)